# 你好，对方辩友
《你好，对方辩友》（英語：Hello Debate Opponent），2019年中国偶像剧。由潘宥诚、林昕宜、杰士鸣、焦娜、吴岳卿、姜贞羽、刘些宁、王泽轩主演，芒果TV于2019年4月15日首播。

## 播出时间
| 频道   | 所在地   | 播映日期      | 播出时间 | 备注 |
| ------ | -------- | ------------- | -------- | ---- |
| 芒果TV | 中国大陆 | 2019年4月15日 |          |      |

## 演员列表
| 演員   | 角色         | 介紹 | 配音演员 |
| 潘宥诚 | 白宇         | 文学院辩论队二辩，後來和易小曦交換，變成三辯。年龄19岁，身高180，爱好搞事情、画漫画，辩论风格是：防守反击，角色互换，绝地反击。喜歡易小曦。         | 马洋     |
| 林昕宜 | 易小曦       | 文学院辩论队三辩，和白宇交換變成二辯。19岁，身高163，喜欢小动物，辩论风格是：一針见血、观点犀利，强势互怼。喜歡白宇。                               |          |
| 杰士鸣 | 清北         | 文学院辩论队四辩，21岁，身高183，爱好数独、战争史，辩论风格是：全能选手，通用知识。喜歡耿婷婷，比耿婷婷小一屆。後來申請提早畢業，和耿婷婷一起畢業。 | 赵路     |
| 焦娜   | 耿婷婷       | 文学院辩论队一辩，22岁，身高168，爱好绘画、文学，辩论风格是：基本功扎实，临场反应强。                                                               |          |
| 吴岳卿 | 杨华夏       | 文學院辯論隊資料員，19歲，從前有心理障礙，患有演講恐懼症，後來克服。                                                                                |          |
| 姜贞羽 | 孙晴         | 文學院辯論隊領隊，19歲，是大花痴+吃貨，愛好吃，對清北一見鍾情，後慢慢被姚申感動，認為父母是自己通往獨立的障礙。                                     |          |
| 刘些宁 | 李慧君(小恩) | 福建人，19歲，身高166，家境貧困，喜歡研究物理是文學院學霸。                                                                                         |          |
| 王泽轩 | 姚申         | 對孫晴一見鐘情，法學院辯論隊二辯。 |          |
| 李俊瑤 | 吳迪         | 山東人，19歲，綽號女王，愛好綜合格鬥。 |          |